# Station Eppstein
Station Eppstein is een spoorwegstation in de Duitse plaats Eppstein. Het station werd in 1877 geopend aan de spoorlijn Frankfurt - Limburg (Main-Lahn-Bahn).

## Treinverbindingen
De volgende treinseries stoppen momenteel (2011) in Eppstein:
| Spoorlijn:        | Treinsoort: | Route:                                                                              | Bijzonderheden: |
| ----------------- | ----------- | ----------------------------------------------------------------------------------- | --------------- |
| S-Bahn Rhein-Main | S2          | Niedernhausen - Eppstein - Frankfurt am Main - Offenbach am Main - Dietzenbach v.v. | 2× per uur      |